# Вотолино (Вытегорский район)
Вотолино — деревня в Вытегорском районе Вологодской области.
Входит в состав Алмозерского сельского поселения (с 1 января 2006 года по 9 апреля 2009 года входила в Семёновское сельское поселение), с точки зрения административно-территориального деления — в Семёновский сельсовет.
Расстояние до районного центра Вытегры по автодороге — 81,5 км, до центра муниципального образования посёлка Волоков Мост  по прямой — 30 км. Ближайшие населённые пункты — Карповская, Койбино, Кузьминка, Лойчино, Митино, Рогозино, Семёновская.
По данным переписи в 2002 году постоянного населения не было.